# Ерол Спенс-младши
Ерол Спенс-младши е американски боксьор, шампион във версия IBF и WBC в полусредна категория. Определян за №1 в класацията на списание „The Ring“. Национален шампион на САЩ и участник на олимпийските игри през 2012 г. в полусредна категория, но отпада на 1/4 финал.

## Аматьорска кариера
Спенс е три пъти шампион на САЩ (през 2009, 2010, 2011). Отпада на олимпийски игри през 2012 на 1/4 финал, като бива победен от Серик Сапиев.

## Професионална кариера
На 22 години, през 2012 Спенс дебютира в 4-рундова битка срещу 19-годишния Джонатан Гарсия, печели с нокаут в 3-тия рунд. През декември 2012 г., Спенс нокаутира Ричард Андрюс в Sports Center в Лос Анджелис на събитието Амир Хан – Карлос Молина.
Ерол Спенс прави 15 битки, от които всички са победи.
През 2015 в Барклис Център в Ню Йорк Спенс нокаутира Самуел Варгас в 4-тия рунд. Побеждава в още 4 мача, всички с нокаут.

### Спенс срещу Брук
Спенс спечели двубоя на футболния стадион „Брамал Лейн“ в Шефилд с технически нокаут в 11-ия рунд, след като Брук бе принуден да се откаже заради проблем с лявото си око, което бе напълно затворено в края. Спенс завоюва титлата на IBF в полусредна категория.

### Две успешни защити
Спенс защитава два пъти титлата си успешно. И двете победи са с нокаут. След мача с Кел Брук Спенс трябва да защитава титлата срещу Леймън Питърсън. Съперникът му се отказва в 8-ия рунд. Опитният ветеран Карлос Окампо е наред, но той е нокаутиран също от Спенс, само че в първия рунд.

### Спенс срещу Гарсия
Спенс бе предизвикан от бившия шампион в 4 категории Майки Гарсия и заради това американецът от мексикански произход оваканти току-що спечеления колан на IBF в лека катеогрия и отказа мач със задължителния претендент Ричард Комий от Гана. На 13 ноември PBC официално обяви, че срещата между двамата боици ще се състои на 16 март в Арлингтън, Тексас и ще бъде заложена титлата на Международната Боксова федерация, притежание на Спенс.
По време на двубоя Спенс използваше успешно прави в главата и тялото с цел да държи Гарсия далеч от себе си. Гарсия се опитваше да скъси дистанцията. В 8-ия и 9-ия рунд Спенс вкара около 100 удара, сред които леви крошета и ъперкъти. Спенс се отчете с 345 удара, а Гарсия със 75. Гарсия не взе нито един рунд, а съдиите отбелязаха в картите си 120-107 и 120-108 два пъти за Спенс.
След мача на ринга се качи шампионът на WBA (Regular) в полусредна категория Мани Пакиао, като изяви желанието си да се бие с Ерол Спенс.

### Спенс срещу Портър
На 28 септември 2019 Ерол Спенс победи с разделено съдийско решение Шун Портър. Две от картите бяха за Спенс - 116-111, а третата бе за Портър - 115-112.
Портър започна решително и на моменти превъзхождаше съперника си. Обаче Спенс започна да обработва тялото на Портър и по този начин напредна в съдийските карти. Двубоят бе много близък и в 11-ия рунд Спенс прати на пода противника си с ляво кроше и това бе единственият нокдаун в срещата.
Така Ерол Спенс защити успешно пояса на IBF за четвърти път и го обедини с този на WBC, чийто шампион бе Портър.